# Biron (Charente Marittima)
Biron è un comune francese di 240 abitanti situato nel dipartimento della Charente Marittima nella regione della Nuova Aquitania.

## Società

### Evoluzione demografica
Abitanti censiti